# Aritmetická hierarchie

Související obrázek

Aritmetická hierarchie (také Kleeneova hierarchie) je v matematické logice způsob klasifikace podmnožin přirozených čísel s ohledem na složitost formulí, které je definují. Studium aritmetické hierarchie hraje důležitou roli v teorii rekurze a studiu formálních aritmetických teorií jako je například Peanova aritmetika. Aritmetickou hierarchii lze také použít pro elegantní důkaz silnější varianty první Gödelovy věty.

## Definice

### Hierarchie formulí
Následující definice má smysl pro formule libovolného jazyka L obsahujícího binární predikátový symbol {\displaystyle \leq }.
- Zápisy {\displaystyle (\forall x\leq y)\varphi } resp. {\displaystyle (\exists x\leq y)\varphi } značí formule {\displaystyle (\forall x)(x\leq y\rightarrow \varphi )} resp. {\displaystyle (\exists x)(x\leq y\wedge \varphi )}. Říkáme, že tyto formule vznikly omezenou kvantifikací formule {\displaystyle \varphi }.
- Omezené formule jazyka L jsou takové formule tohoto jazyka, které vzniknou z atomických formulí libovolnou aplikací logických spojek a omezené kvantifikace.
- Definujeme {\displaystyle \varphi } je {\displaystyle \Sigma _{0}} resp. {\displaystyle \Pi _{0}} formule, je-li omezená.
- Dále indukcí {\displaystyle \varphi } je {\displaystyle \Sigma _{n+1}} resp. {\displaystyle \Pi _{n+1}} formule, je-li tvaru {\displaystyle (\exists x_{1})\ldots (\exists x_{k})\psi } resp. {\displaystyle (\forall x_{1})\ldots (\forall x_{k})\psi }, kde {\displaystyle \psi } je {\displaystyle \Pi _{n}} resp. {\displaystyle \Sigma _{n}} formule.

### Aritmetická hierarchie
- Množina {\displaystyle A\subseteq \mathbb {N} ^{k}} se nazývá {\displaystyle \Sigma _{n}} resp. {\displaystyle \Pi _{n}} množina, existuje-li {\displaystyle \Sigma _{n}} resp. {\displaystyle \Pi _{n}} formule {\displaystyle \varphi } s k volnými proměnnými, že {\displaystyle \mathbb {N} \models \varphi (a_{1},\ldots ,a_{k})\Leftrightarrow (a_{1},\ldots ,a_{k})\in A} (poslední ekvivalenci slovně zkracujeme jako "{\displaystyle \varphi } definuje A v {\displaystyle \mathbb {N} }").
- Množina {\displaystyle A\subseteq \mathbb {N} ^{k}} se nazývá {\displaystyle \Delta _{n}} množina, je-li zároveň {\displaystyle \Sigma _{n}} i {\displaystyle \Pi _{n}}.
- Systémy všech {\displaystyle \Sigma _{n}} resp. {\displaystyle \Pi _{n}} resp. {\displaystyle \Delta _{n}} množin značíme {\displaystyle \Sigma _{n}} resp. {\displaystyle \Pi _{n}} resp. {\displaystyle \Delta _{n}}.
- Množina se nazývá aritmetická, je-li {\displaystyle \Sigma _{n}} pro nějaké n.

## Vlastnosti
- Systémy {\displaystyle \Pi _{n}} a {\displaystyle \Sigma _{n}} jsou uzavřené na sjednocení a průnik. {\displaystyle \Delta _{n}} je uzavřen na doplněk.
- Množina je {\displaystyle \Sigma _{n}}, právě když její doplněk je {\displaystyle \Pi _{n}} a naopak.
- Platí inkluze {\displaystyle \Delta _{n}\subsetneq \Pi _{n}} a {\displaystyle \Delta _{n}\subsetneq \Sigma _{n}} pro {\displaystyle n\geq 1} a {\displaystyle \Sigma _{n}\subsetneq \Pi _{n+1}} a {\displaystyle \Pi _{n}\subsetneq \Sigma _{n+1}} pro všechna {\displaystyle n}.
- Dále platí {\displaystyle \Pi _{n}\subsetneq \Pi _{n+1}} a {\displaystyle \Sigma _{n}\subsetneq \Sigma _{n+1}} pro všechna {\displaystyle n} a inkluze {\displaystyle \Sigma _{n}\cup \Pi _{n}\subsetneq \Delta _{n+1}} pro {\displaystyle n\geq 1}. Tedy aritmetická hierarchie nekolabuje.

## Důsledky nekolapsu aritmetické hierarchie
Snadným důsledkem tvrzení, že aritmetická hierarchie nekolabuje, je silnější verze první Gödelovy věty, kterou lze vyslovit takto:
Žádné rekurzivní rozšíření (tj. s rekurzivní množinou axiomů) Peanovy aritmetiky, které má standardní model {\displaystyle \mathbb {N} }, není úplné.
Jediné úplné rozšíření, které má standardní model, je totiž teorie standardního modelu {\displaystyle Th(\mathbb {N} )}. Stačí nyní ukázat, že {\displaystyle Th(\mathbb {N} )} není rekurzivní. Ukážeme, že dokonce není ani aritmetická. Pokud by totiž byla nějaké {\displaystyle \Sigma _{n}}, pak pro každou množinu z {\displaystyle \Sigma _{n+1}} definovanou formulí {\displaystyle \varphi } by bylo {\displaystyle \varphi (a)\leftrightarrow {\overline {\varphi (a)}}\in Th(\mathbb {N} )} a formule na pravé straně této ekvivalence je {\displaystyle \Sigma _{n}}, tedy i {\displaystyle \varphi } by bylo {\displaystyle \Sigma _{n}}, tj. aritmetická hierarchie by kolabovala - spor.